# Nők Japánban
Míg a második világháborút követően a japán nők jogi helyzete rendeződött (egyenlő jogok férfitársaikkal), a gazdasági feltételek továbbra is kiegyenlítetlenek. A modern-kori politikai kezdeményezések célja általában a gyermek- és munkavállalási kedv fokozása, azonban ezek a kezdeményezések vegyes eredményeket produkálnak. Bár a japán nők nagy százaléka egyetemi végzettséggel rendelkezik, 77%-uk részmunkaidőben alkalmazott. A nők továbbra is 27%-kal kevesebb fizetésre számíthatnak férfi társaikhoz képest. A tradicionális elvárások a házas nőkkel és anyákkal szemben továbbra is gátat szabnak a teljes gazdasági egyenlőség megteremtésében.

## Kultúra
A különböző korok alatt és a társadalmi berendezkedések változása nyomán a nők társadalomban betöltött szerepének mértéke folyamatosan változott. A 8. században a japán uralkodók között nőket is találhatunk, a 12. században (Heian-kor) örökösödési joggal rendelkeztek, így tulajdont örökölhettek és tarthatták fent azokat saját maguk: „A nők tulajdont birtokolhattak, részt vehettek az oktatásban, és ha tapintatosan kezelték azt, akár szeretőket is tarthattak.”
Az Edo-kort követően azonban a nők helyzete hanyatlásnak indult. A 17. században a konfuciánus Kaibara Ekken által szerzett „Onna Daigaku”, vagy „Nőknek szóló nagy tanítás” műve leplezetlenül fejtette ki a japán nőkkel szemben támasztott elvárásokat azon kijelentésével, miszerint „(a nő) személyiségének ostobasága az, amely „velejárója”, és képes megmutatkozni a legapróbb részletekben is, abban például, ahogyan nem bízik önmagában, és ahogy férjének engedelmességgel tartozik.”
A Meidzsi-kor idején végbemenő iparosodás és városiasodás visszaszorította az apák és férjek tekintélyét. Ugyanakkor az 1898. évi Meidzsi Polgári Törvénykönyv (kiváltképpen az ie azaz 'családi rendszer' bevezetése) nem ismerte el a nők jogait – pontosabban azokat a háztartások vezetőinek fennhatósága alá vetette.
A második világháborút követően a nők jogi helyzetének megszületett egy új meghatározása, hiszen a megszálló erők az 1947-es Alkotmányba és az 1948-as átdolgozott Polgári Törvénykönyvbe is belefoglalták az egyenlő jogokról szóló záradékot. Az egyéni jogok elsőbbséggel bírtak a családi kötelezettségekkel szemben. Csakúgy, mint a férfiak esetében, a nők számára is elérhetővé vált a házastárs és a hivatás szabad megválasztásának joga, ugyanakkor örökölhettek vagy birtokolhattak saját, nevükre írt tulajdont, és jogukban állt megtartani a gyermekfelügyeleti jogukat.

### Viselkedési elvárások

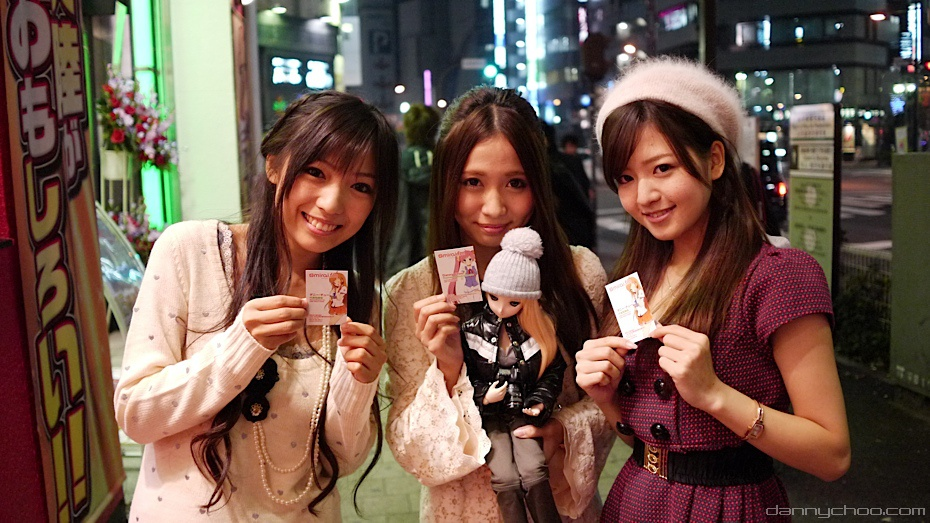
Japán lányok egy pacsinko árkádsorban, Ikebukuroban

Egy 1985-ös japán háztartásbeliekkel készített interjúsorozat eredményeképp kutatók azt állapították meg, hogy a társas, nőies viselkedés Japánban számos mintát követ, melyek összefüggésben állnak a szerénységgel, tisztasággal, udvariassággal, engedelmességgel és önbizalommal. A szerénység fogalma beszélgetések és cselekvések során tovább bővült egyfajta „némasággá”. A tisztaság fogalmába már beletartozott a személyes megjelenés, és egyben a tiszta otthon is. Míg az udvariasság, mint egy újabb jellemvonás, magában foglalta a vendégek szórakoztatását, vagy akár a tea elkészítését és felszolgálását.
A Lebra által feltárt belső nőies magatartási jellemvonások közé tartozott az engedelmesség is (például: egy gyermek nem utasíthatja vissza szüleit).A női önbizalom azért kapott fontos szerepet, mivel a bizonytalan nőkre teherként tekintettek. Lebra az interjúban részt vevő japán családok esetében megjegyzi, hogy míg a fiúkat inkább hagyták az iskolai feladatokkal foglalkozni, addig a lányoktól általában elvárták azt, hogy kisegítsenek a ház körüli munkákban. Lebra munkáját számos kritika érte, azért mert a japán nők csupán egy bizonyos gazdasági szegmensére összpontosított.
Bár Japán továbbra is konzervatívnak számító társadalom, amely csak részben kimondott nemi szerepekkel rendelkezik, a japán nők és a japán társadalom merőben eltér azoktól a túlzó sztereotípiáktól, amelyek a külföldi médiában, útikalauzokban szerepelnek. Ezek a források a háztartásbelieket „alávetett” nőkként írják le, olyanoknak, akik nem rendelkeznek szabad akarattal. A másik erős sztereotípia Japánnal kapcsolatban az, hogy a nők nem lépnek ki a házból, sem a háziasszony szerepéből, így nem vesznek részt a közéletben: valójában azonban a legtöbb nő alkalmazottként dolgozik – a 15-64 év közötti nők esetében a foglalkoztatási ráta eléri a 64,6%-ot (2015, OECD).

## 2. A nők politikai helyzete

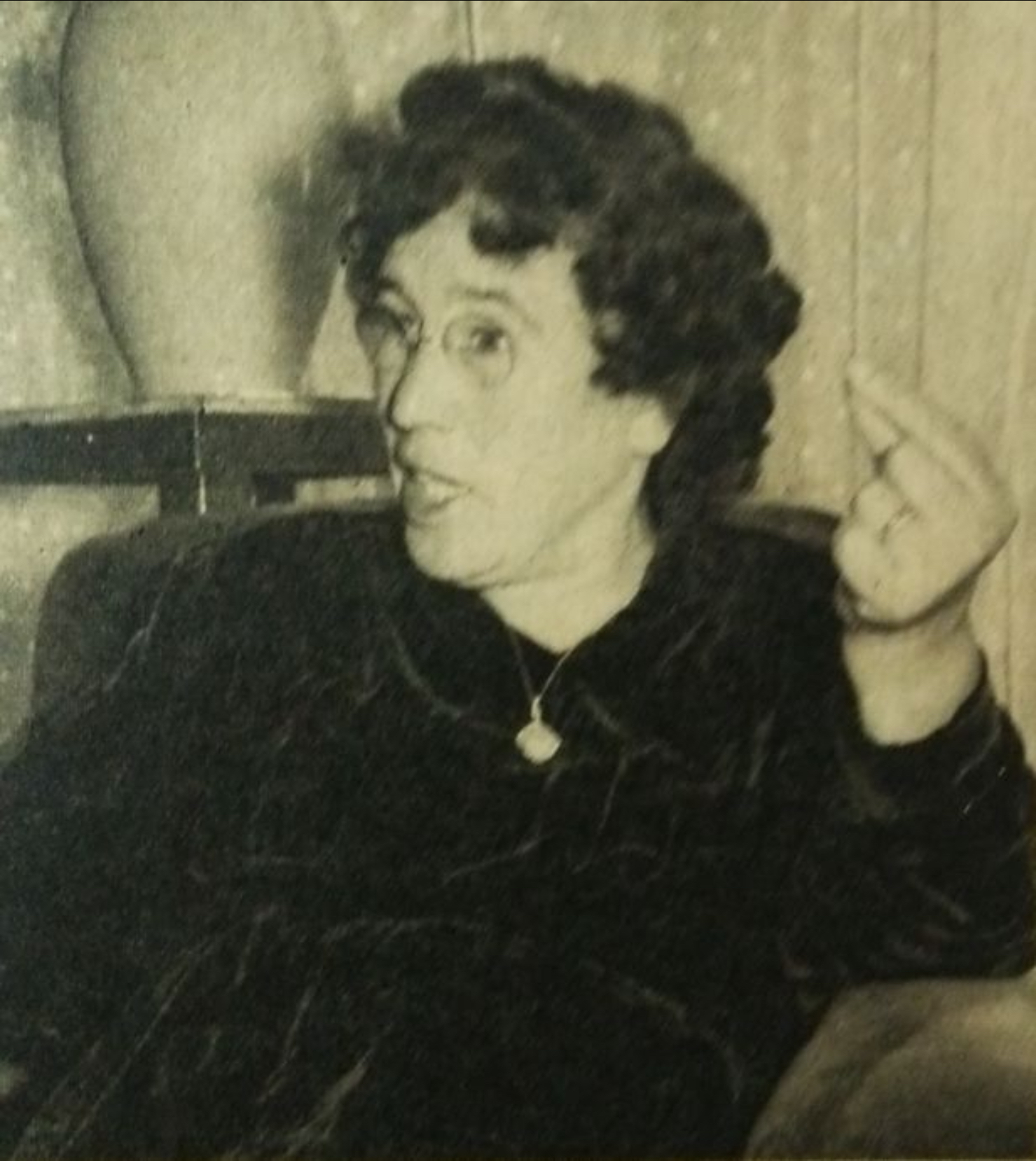
Masa Nakayama, az első nő a japán kormányban, aki 1960-ban Egészségügyi és Jóléti Miniszter lett

A japán alkotmány, amely az Egyesült Államok alkotmányának mintájára készült, és amelyet az ország a háború utáni időszakban elfogadott, egy olyan jogi keretrendszert teremtett meg, amely a japán női egyenjogúság előremenetele számára szerencsésnek mondható. 1946-tól a nők is rendelkeznek szavazati joggal. Ez nagyobb szabadságot biztosított számukra, nagyobb egyenlőséget a férfiakhoz képest, és egy magasabb státuszt a japán társadalomban. A háború utáni időszakban további olyan reformok következtek be, amelyek például megnyitották az oktatási intézmények kapuit a nők számára, vagy épp az egyenlő munka, egyenlő bér rendszerét vezették be. 1986-ban bevezetésre került Az Egyenlő Bánásmód és Foglalkoztatás törvény. Jogilag azonban néhány olyan gát továbbra is fennáll a nők esetében, amelyek az egyenlő mértékű társadalmi részvételt és érvényesülést gátolják. Társadalmi szempontból pedig továbbra is kevesebb lehetőséggel rendelkeznek a munka területén, amely egyrészt a rendkívül hosszú munkaidőből, és a munkahelyeken érzékelhető férfi dominanciából ered.
Japán a 123. lett 189 ország közül abban az átfogó felmérésben, amelyben az országgyűlések nemi összetételét vizsgálták. A japán országgyűlés kevesebb, mint 10%-a nő a kormány azon törekvése ellenére, miszerint 2020-ig ezt a rátát 30%-ra szeretné emelni. Az országgyűlés alsóházának mindössze 8%-a, míg a felsőház 19%-a nő. A polgármesterek közül kevesebb, mint 1% az, aki nő.
A japán kormány, a 21. században, a Heiszei-korban a különböző célzott intézkedéseken keresztül kifejezte azon törekvését, hogy orvosolja a fent említett problémát. 2012-ben a kabinet által meghirdetett közvélemény kutatás azt mutatta ki, hogy a japán nők 70%-a egyetért abban, hogy a férfiak továbbra is különleges bánásmódban részesülnek.

## Szakmai élet
A 21. században a japán nők nagyobb arányban vesznek részt a munkaerőpiacon, mint az Egyesült Államok női munkavállalóinak teljes száma. A jövedelmi szintek eltérést mutatnak a férfi és női munkavállalók között Japánban. Az átlagos keresettel rendelkező női munkavállaló Japánban 40 százalékkal kevesebb jövedelemhez jut az átlag férfi munkavállalóhoz képest, míg a vezetői pozíciókban elhelyezkedők tíz százalékos különbségekkel számolhatnak. A részmunkaidős és átmeneti/határozott munkaidős pozíciókban sokszor találkozhatunk női dolgozókkal. Ezeket a pozíciókat 2012-ben 77%-ban nők töltötték be. A dolgozó nők körében elvétve találkozhatunk női érdekeket képviselő szakszervezetekkel, amelyek azonban csupán kis létszámmal és hatásossággal működnek. A fiatal japán nők körében jellemző foglalkozás az irodai munka, ahol a női dolgozók tipikusan a „rózsaszín galléros” munkákhoz kapcsolódó feladatokat látnak el, mint például a tea felszolgálása, titkárnői vagy adminisztratív feladatok.
Japánban régi hagyománynak számít az, hogy a nők a házasságot követően a családnak szentelik az életüket, és háztartásbeliek lesznek. Abban az esetben, ha az anyák mégis munkavállalásra adják a fejüket, főként részmunkaidős, alacsony bérezésű munkákat vállalnak - gyermekük vagy férjük időbeosztásától függően. A családról és a háztartásról gondoskodni továbbra is főként a női szerepkörhöz kötődik, épp ezért a dolgozó nők körében is ugyanannyira él az elvárás az ilyen jellegű feladatok teljesítésével kapcsolatban, mint nem dolgozó társaikkal szemben. Mindazonáltal, az elmúlt években a munkavállaló nők száma nőtt: 2014-ben Japán munkaerejének 42,7%-át nők tették ki. Japánban a részmunkaidős munkát vállaló nők százaléka továbbra is kirívóan magas, akiknek nagyobbik része szülő.
Egy felmérés során a megkérdezett anyák 30%-a úgy nyilatkozott, hogy munkahelyükre való visszatértük után „szülési zaklatás” („maternity harassment”) vagy „matahara” áldozatai voltak. Az obento doboz hagyomány (az anyák ebédet készítenek gyermekeiknek, amelyeket dobozban az iskolába vihetnek), egy újabb példa a társadalmon belüli női szerepre.
A világháborút követően életbe lépett számos olyan kormányzati és privát szabályozás, amelyek hozzájárultak egyfajta nemi alapú munkamegosztás kialakulásához. Ezek között megemlíthetjük a cégek által a családosok számára külön kialakított bércsomagot, amelyek egészségügyi és lakhatási támogatásokkal szolgáltak, a házassági bónuszokat és egyéb olyan bónuszokat, amelyek gyermekvállalás után járnak a dolgozók számára. Ezek mellett fontos megemlíteni azt a juttatást, amelyben azok a háztartásbeliek részesülhetnek, akiknek a jövedelme alacsonyabb egy bizonyos szinthez képest. Mindezeken felül, 1961-ben a munkavállaló férfiak feleségeinek jövedelme 10.000 dollár alatt adómentességet élvezett, míg az efölötti jövedelmet úgy kezelték, mint a teljes háztartás jövedelmének kiegészítését. A céges kultúra szintén fontos szerepet játszik a nemi alapú munkamegosztásban. Míg a férfiak esetében egyszerűen elvárt a főnökükkel való szocializálódás egy hosszú munkanap után, addig a nők nehezebben találják meg az összhangot a gyermeknevelés és a munkaidőt követő társas események között.
Egyes közgazdászok azt feltételezik, hogy egy jobb, a dolgozó anyákra szabott támogatási rendszer (rövidebb munkanapok) több nő számára tenné lehetővé a munkavállalást, miközben Japán gazdasági növekedéséhez is hozzájárulhatna. Épp ezért, 2003-ban a japán kormány célul tűzte ki a 30%-os női foglalkoztatást a vezető, kormányzati pozíciók esetében. 2015-re ez a szám 3,5%-ra emelkedett, így a kormány jobbnak látta módosítani korábbi elképzeléseit. Jelenlegi céljai alapján, 2020-ig a 7%-os foglalkoztatás a cél, míg a privát szektorban 15%.

## Családi élet
A nők hagyományos szerepe Japánban a „három alávetettség” alapján került meghatározásra: a fiatal nők alávetik magukat apjuk akaratának; a házas nők alávetik magukat házastársuk akaratának, míg az idősebb nők alávetik maguk fiaik akaratának. A jelenkori Japán továbbra is számos kötődést mutat ez irányba, ahol a háztartásbeliek feladata a főzés, takarítás, gyermeknevelés mellett a háztartás pénzügyeinek kezelése is. Azonban ahogyan az olyan háztartások száma egyre nő, ahol a házastársak mindketten keresők, úgy osztoznak egyre jobban a férfiak és nők a mindennapi házimunkán. Kutatások kimutatták, hogy az olyan háztartásokban ahol egyre inkább megoszlanak az ilyen jellegű munkák, nagyobb elégedettség mutatható ki a tradicionális háztartásokkal szemben.

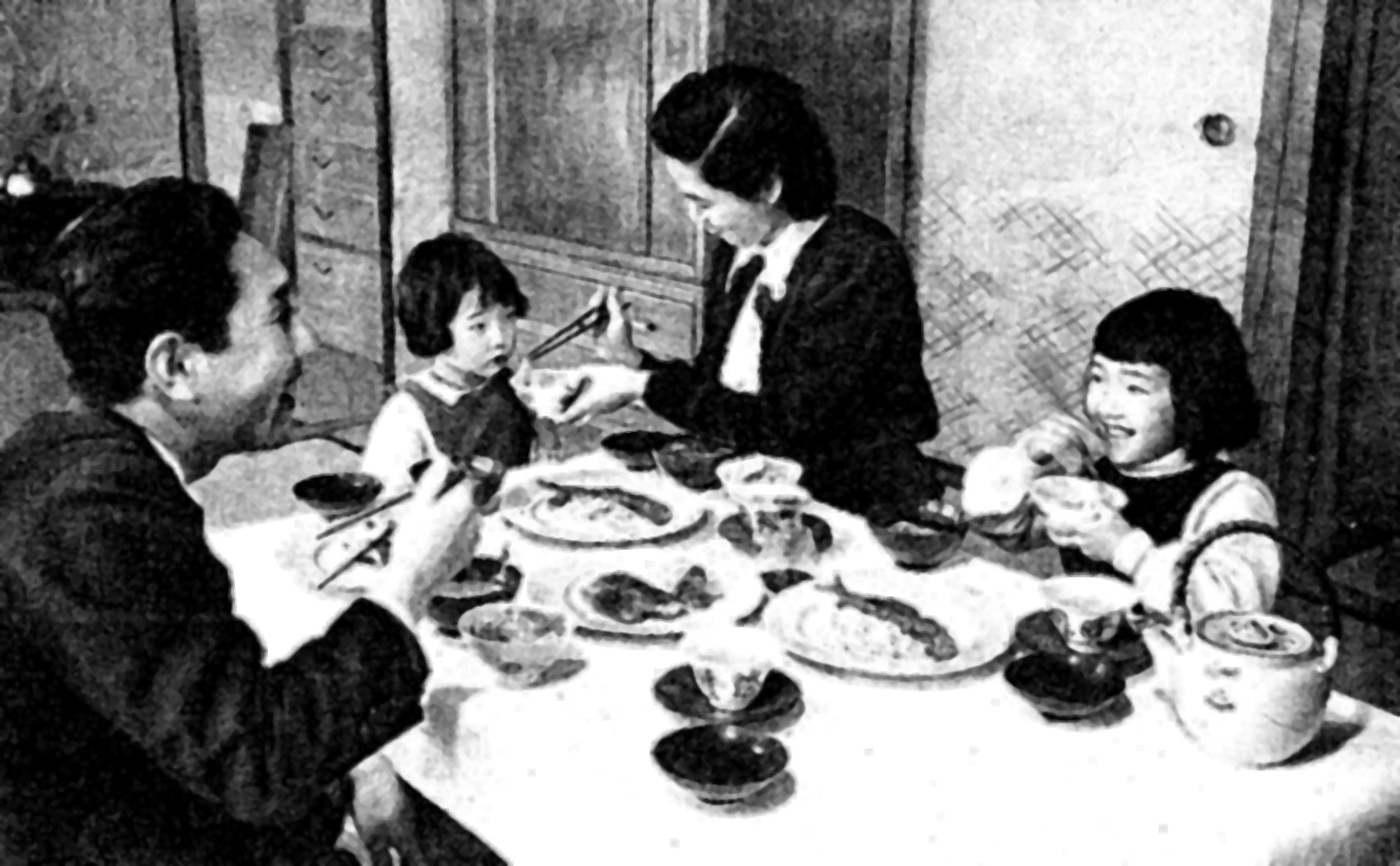
Egy japán család, ahogyan azt egy 1950-es években megjelent magazin bemutatja.

A családok a Meidzsi-restaurációt megelőzően, és ezen korszak alatt is egy patriarchális öröklést követtek, ahol a ház férfi fejével szembeni engedelmetlenség akár kitagadást is vonhatott maga után. A háztartások olyan férfi vezetői akik csak lány gyermekkel rendelkeztek, általában örökbe fogadással orvosolták az öröklődés problémáját, vagy beházasították leány gyermeküket (előre elrendezett házasság). A házak fejei felelősek voltak annak pénzügyeiért, de ezt a feladatot átruházhatták más családtagjaikra is, vagy külön alkalmazottat bízhattak meg a feladattal. Ezen háztartások nő tagjai általában olyan előre elrendezett házasságok alanyai voltak, amelyek természetesen a ház patriarchájának utasítására köttettek. Jelként a megházasodott nők feketére festették fogaikat, és leborotválták szemöldöküket.
A Meidzsi-kort követően minden esküvőhöz szükség volt a családfő beleegyezésére. Egészen 1908-ig törvényesnek számított az, ha egy férfi meggyilkolta hűtlen feleségét.
Egészen az 1930-as évekig folytatódott az előre elrendezett házasságok sora, míg a szerelemből kötött házasságokat ritkának, másfelől pedig felháborítónak tartották, hiszen ez esetben a férjeket „puhánynak” tartották.
A háborút követő alkotmány azonban kodifikálta a nők szabad választási jogát a házastárs tekintetében. A japán alkotmány 24. cikkelye a következőket tartalmazza:
A házasság csakis mindkét fél közös megegyezésével történhet, amelynek intézményét közös együttműködéssel kell fenntartani, melynek alapjául a férj és feleség közötti egyenjogúsági viszony szolgál. A házastárs, tulajdonjog, öröklődés, lakóhely megválasztásának és az elváláshoz való jog tekintetében, és minden egyéb a házasságra és a családra vonatkozó témában, a törvényalkotás a személyes méltóságra, és a nemek alapvető egyenlőségére való tekintettel kell, hogy történjen.
Ez kiindulópontként szolgált számos olyan változásra, amelyek a nők családi szerepét érintették, mint például a családi birtok vagy ingatlan öröklése, és a ház fejének beleegyezése nélkül történő házasságkötés joga (20 év feletti nők esetében).
A korai Meidzsi-korszakban sok lány már 16 évesen házasságot kötött. A háború utáni időszakban az átlagéletkor már 23 év volt és tovább emelkedett. Az első házasságát megkötő japán nők átlagéletkora folyamatosan emelkedett az 1970-es évektől (24 évről, 29.3 évre 2015-ben).

### Váláshoz való jog
A Tokugava-korban a férfiak könnyedén elválhattak házastársuktól. A váláshoz csupán arra volt szükség, hogy a férj kinyilvánítsa ilyen jellegű szándékát egy levél formájában. A feleségeknek nem állt módjukban legálisan váláshoz folyamodni, azonban más egyéb eszközök révén elérhették céljukat. Ezek közé tartozott a különböző szerzetesrendekhez való csatlakozás, mint például a Kamakura, ahová tilos volt a belépés férfiak számára – így a feleségek állandó elszeparáltságban élhettek férjeiktől.
A Meidzsi rendszer idején a törvények korlátozták azokat a tényezőket, amelyek a válás alapjául szolgálhattak: meddőség, házasságtörés, a házastárs szüleivel szemben tanúsított engedetlenség, fecsegés, lopás, féltékenység és betegség. Azonban a törvény egyben szavatolta is az elvált nők biztonságát, hiszen abban az esetben, amennyiben a női válótársnak nem állt módjában más helyre költöznie, nem kerülhetett utcára (így a házban maradhatott). Továbbá a törvény lehetőséget biztosított már arra is, hogy a nők válást kezdeményezzenek, azonban csak abban az esetben, ha férjük dezertált, bebörtönözték, kicsapongó életet élt vagy szellemi/testi betegségben szenvedett. Azonban minderre csak akkor volt mód, ha a válni akaró nőt egy férfi rokona elkísérte, és igazolta állításait.
1989-re kibővítették a válás alapjául szolgáló tényezők listáját, így felkerült az erőszak is, amelyre nők is hivatkozhattak. Továbbá a törvény a közös megegyezés alapján történő válást is engedélyezte. Ugyanakkor a gyermekek csakis a háztartás férfi vezetőjének felügyelete alatt maradhattak. Jelenleg Japánban a gyermeküket egyedül nevelő nők aránya nagyobb, mint a férfiaké. 2013-ban a gyermekek 7,4%-a élt olyan háztartásban, ahol gyermekét egyedül nevelő anya vezette azt, míg mindössze 1,3%-uk élt apjával.
A 2. világháborút követő alkotmány szavatolta mindkét nem számára a váláshoz való egyenlő jogot, melynek következtében a válások száma folyamatos növekedésnek indult.
2015-ben a Japán Polgári Törvénykönyv 733-as cikkelye módosításra került, amely kimondja, hogy a nők 6 hónapig a válás után nem házasodhatnak újra. Ezt az időintervallumot 100 napra csökkentették. Az újraházasodás 6 hónapos tiltásával szerették volna megkönnyíteni annak beazonosítását, amennyiben a házasság folyamán gyerek fogant. A 772-es cikkely értelmében válást követően egy gyermek, amely 300 nappal a válás kimondása után született, jogilag a korábbi férj gyermeke. 2015. december 16-án a japán legfelsőbb bíróság a 100 napos újraházasodási szabályozás fényében egy újabb szabályozást adott közre, mellyel szerette volna tisztázni az újraházasodás után született gyermekek jogi státuszát. Ennek értelmében minden olyan gyermek, aki egy újraházasodott anyától születik - az újraházasodástól számított 200 napon belül -, az aktuális férj gyermekének minősül jogilag.
2016. február 18-án a japán elnök nyilvánosságra hozta egy tervezett kiegészítés részleteit, amelyet a Japán Polgári Törvénykönyvhöz terveztek csatolni. Ez a kiegészítés 100 napra csökkenti az újraházasodási időszakot, és engedélyezi az azonnali újraházasodást minden olyan nő számára, aki válása alatt nem terhes.

### Változás a vezetéknevekben
Japán Polgári Törvénykönyve előírja, hogy a jogilag házastársi viszonyban élőknek azonos vezetéknévvel kell rendelkezniük. Bár a törvény nemtől független, azaz a házastársak közül bárki felveheti a másik vezetéknevét, a hagyományok szerint a japán nők veszik fel férjük családi nevét. Ez a hagyomány Japánban továbbra is él, hiszen 2015-ben a nők 96%-a vette fel házastársa nevét. 2015-ben a Japán Legfelsőbb Bíróság nem talált kivetnivalót a törvény alkotmányosságával kapcsolatban, mivel a törvény nem korlátozza a nőket abban, hogy informálisan akár leánykori nevüket használják. A Legfelsőbb Bíróság szerint a törvényhozó testület döntésén múlik az, hogy van e szükség újabb törvényi szabályozásra a házastársak vezetéknevének ügyében.

### Anyaság

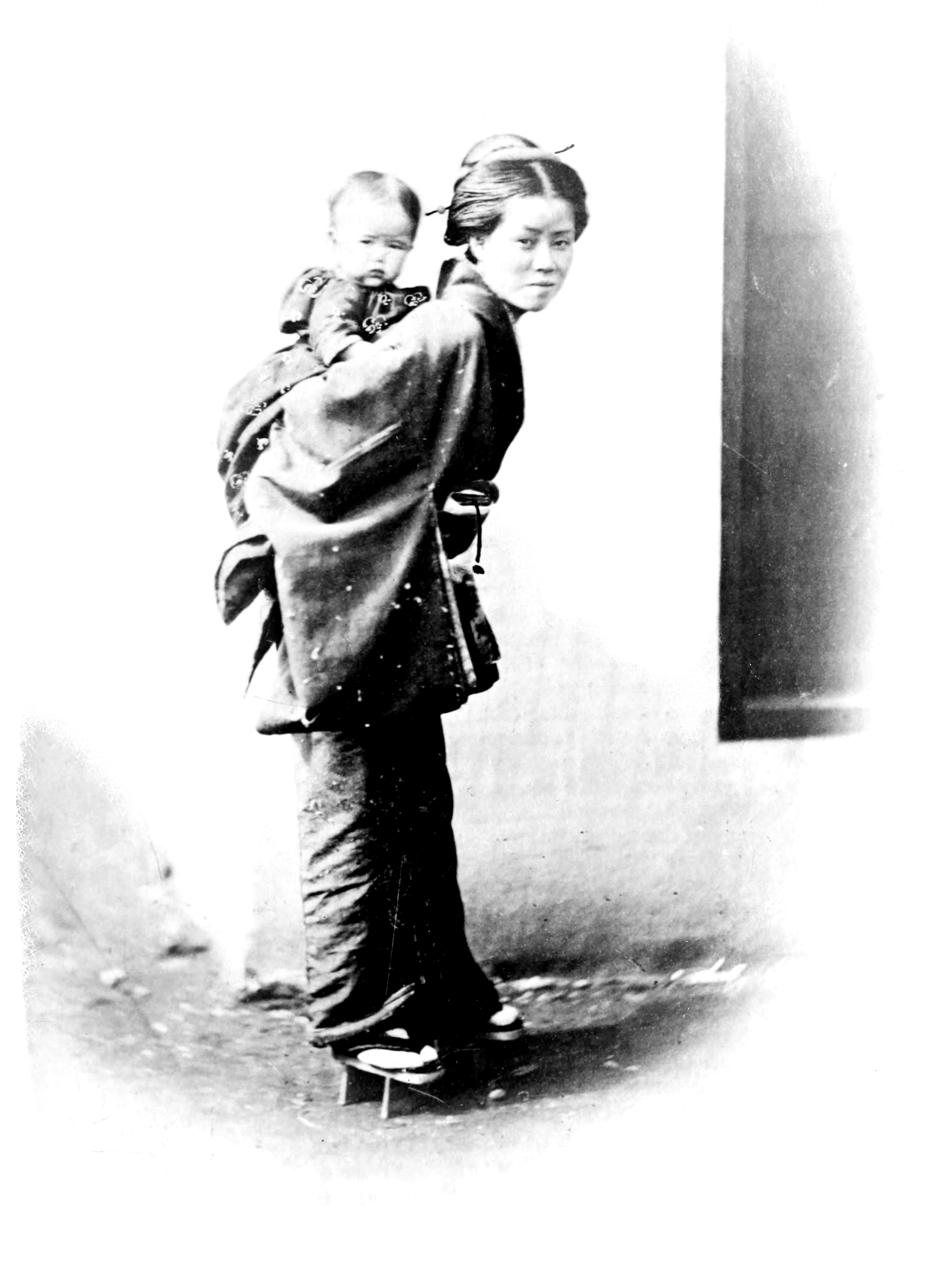
Anya és gyermeke, 1872

Míg a Meidzsi-kort megelőzően a nőket nem igazán tekintették kompetens félnek a gyermeknevelés területén, addig a Meidzsi-kor idején az anyaságot a nők fő feladatának tekintették; így oktatásuk is főként ebbe az irányba tolódott el. Az országban a gyermeknevelés és a háztartás vezetése volt a nő fő feladata. A nők politikai és társadalmi előmenetele így szoros összeköttetésben állt anya szerepükkel.
Manapság a japán anyákat továbbra is a háztartás vezetőinek, irányítóinak tekintik, ide értve akár a gyermekeinek viselkedését is. Sokszor találkozhatunk például olyan hírekkel, beszámolókkal, amelyben egy elítélt anyja kér elnézést gyermeke viselkedéséért.
Folyamatos vita van arról, hogy vajon a nők oktatása milyen szerepet játszik valójában Japán csökkenő születési rátájában. Japán össztermékenységi rátája azt mutatja, hogy minden nő 1.4 gyermeket hoz világra (2015-ös becslés), amely az utánpótlási rátát (2.1) közel sem éri el. A japán nők első gyermeküket körülbelül 30.3 évesen szülik (2012-es becslés).
A születési ráta növelését célzó kormányintézkedések között olyan oktatási program is szerepel, amely már korán elkezdené felkészíteni az állampolgárokat a szülőségre. Egyes kritikusok szerint a gyermekvállalás serkentése, és ezek az intézkedések mind értelmüket vesztik mindaddig, amíg a nők nem rendelkeznek azonos, teljes mértékű jogokkal és elismeréssel Japánban.

## Oktatás

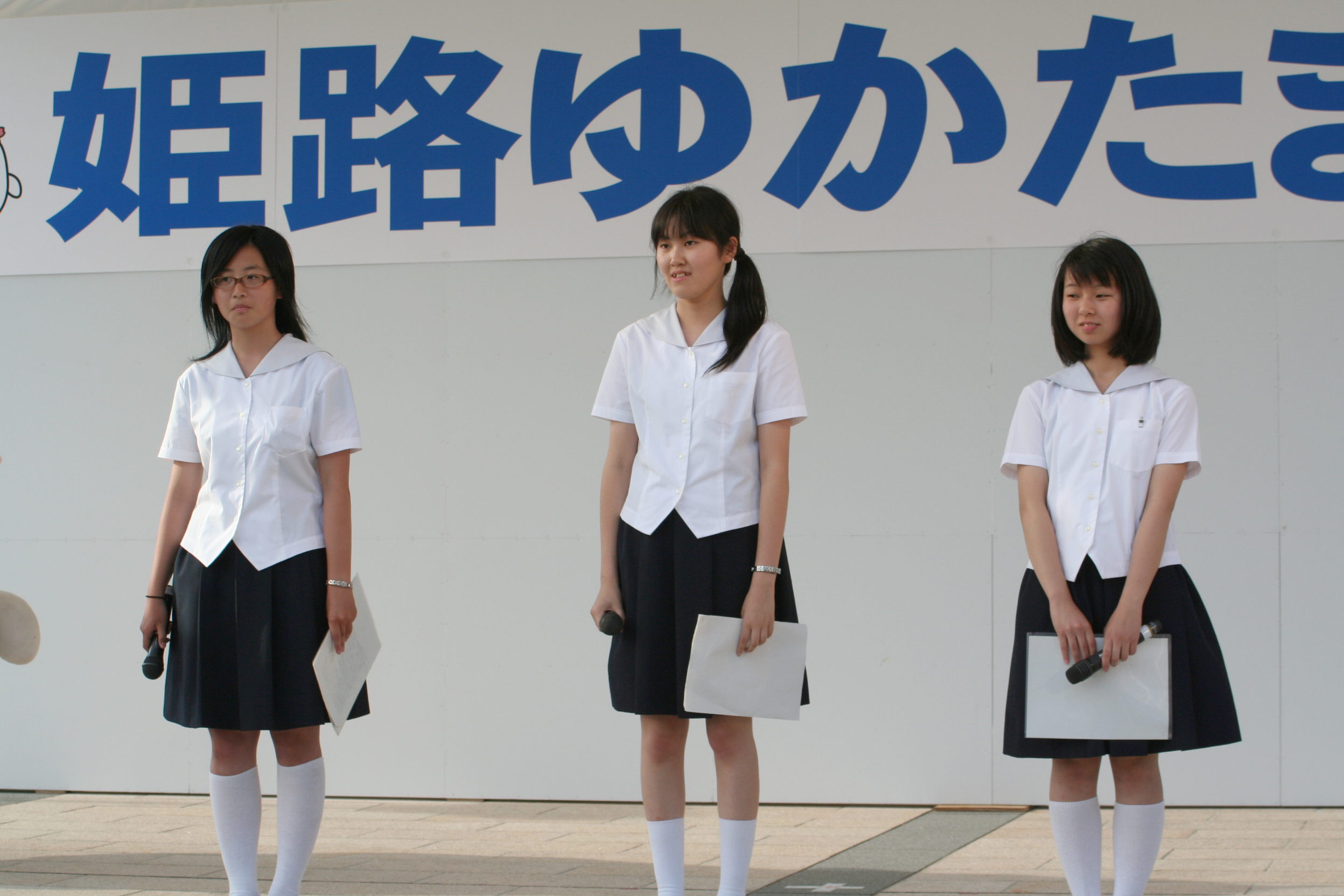
Japán diáklányok.

Manapság a japán nők több mint fele főiskolai, vagy egyetemi végzettséggel rendelkezik. A női kutatók aránya Japánban ma 14,6%.
A nők oktatásának modernizálására tett erőfeszítések a Meidzsi-kor modernizációs törekvései idején váltak a legerőteljesebbé. Az első, nők számára is nyitott iskolák ekkor alakultak meg, azonban az oktatási tematika erősen nem függő volt, így a nők főként a szamuráj osztály művészetével foglalkozhattak, mint például: teázási szertartások, vagy a virágok elrendezése. Az 1871. évi oktatási törvény mondta ki először, hogy a tanulók oktatása "osztálytól és nemtől független kell, hogy legyen". Mindazonáltal 1891 után a tanulókat a 3. osztály elvégzése után különválasztották, sok lány pedig a középiskola elvégzése után nem is folytatta tanulmányait.
A Meidzsi-kor végére a női iskolák Japán minden egyes prefektúrájában megtalálhatóak voltak, amelyeket többek közt a kormány vagy misszionárius szervezetek segítségével, vagy magán úton tartottak fenn. Az 1910-es években már nagyon kevés egyetem vett fel női tanulókat. Az érettségi sem volt biztosított, mivel sokszor kivették a nőket az iskolából, azért hogy megházasodjanak, vagy hogy "praktikus dolgokkal" foglalkozzanak.
Curuko Haragucsi volt az első olyan nő Japánban, aki PhD végzettséget szerzett, amelyre az Egyesült Államokban nyílt lehetősége - hiszen egyetlen Meidzsi-kori intézmény sem tette lehetővé, hogy doktorátusát megszerezze. Ő és más nők, akik szintén külföldi oktatásukat követően visszatértek Japánba (mint például Josioka Jajoi és Cuda Umeko), alkották azoknak a női oktatóknak az első hullámát, akik utat nyitottak a japán nők akadémiai elfogadásának.
1945 után a szövetséges megszállók célul tűzték ki a nemtől független, egyenlő oktatás érvényesítését; ez egy 1946-os ajánlás formájában valósult meg, amely ajánlás a 16 éves korig tartó kötelező koedukáció fontosságát hangsúlyozta. 1947 végére szinte az összes középiskola, és a főiskolák nagyobbik része koedukálttá vált.
2012-ben a női tanulók 98,1%-a, és a férfi tanulók 97,8%-a jutott be főiskolára. Ezek közül a férfiak 55,6%-ban, a nők pedig 45,8%-ban részesültek egyetemi alapképzésben, de fontos megjegyezni a nők esetében, hogy ezen kívül 10%-uk főiskolai képzésben részesült.

## Egészség
A japán nők várható élettartama a leghosszabb a világon: 87 év.
Az abortusz bizonyos korlátozásokkal ugyan, de legális Japánban. 1975 óta az abortuszok száma 500 000-el csökkent. Az évi 200 000 abortuszból, 10%-ot kamaszokon végeznek - 1975 óta ez a szám jelentősen megnőtt.

## Bűnözés elleni törvények

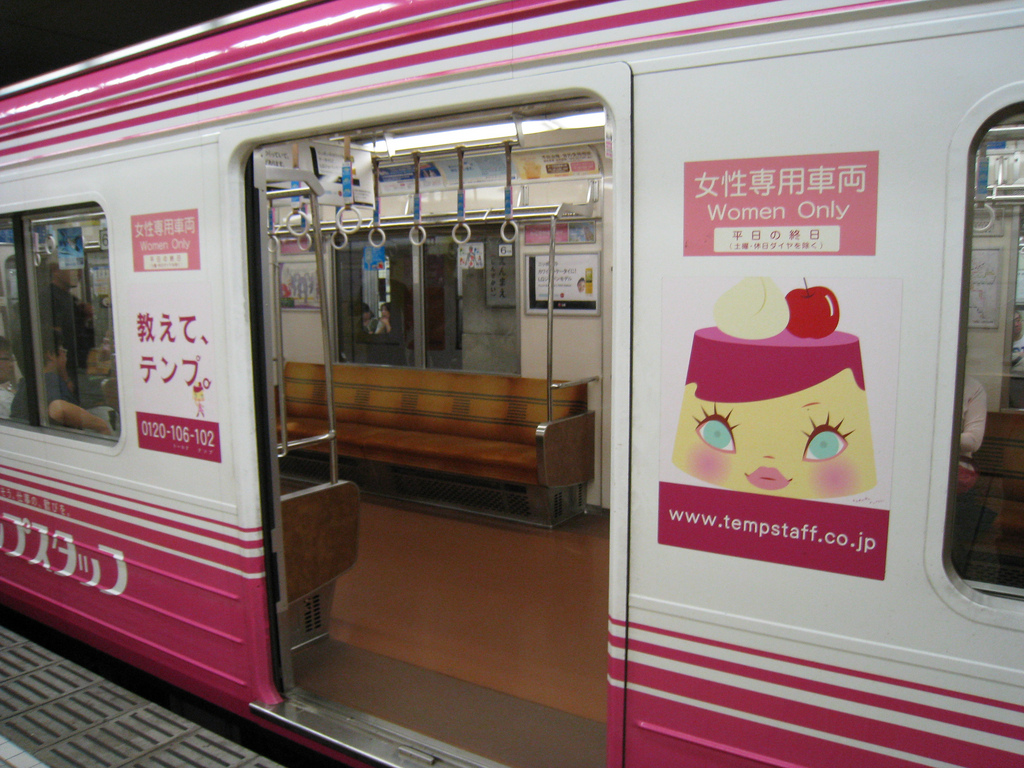
Külön, nőknek fenntartott utaskocsi Tokióban, amely fokozott biztonságot nyújt a zaklatókkal szemben.

### Családon belüli erőszak
2002-ben, a japán kormány elfogadott egy családon belüli erőszakról szóló törvényt. 2013-ban 100 000 nőtől érkezett jelentés családon belüli erőszakról. A 10,000 bejelentő közül, akiket védőőrizet alá vettek a menedékhelyeken, csak fele érkezett gyermekkel, vagy más családtag kíséretében.
Japánban a családon belüli vitákat hagyományosan a női fél hanyagságára, vagy támogatásának hiányára vezetik vissza. Épp ezért, amikor a partner hangot ad elégedetlenségének, az szégyenérzetet vált ki a feleségből, vagy a férfi anyjából, hiszen ez pont azt jelenti, hogy nem törődtek eléggé a személlyel. Mivel a nők bántalmazásának jogi, orvosi, vagy társadalmi kezelése rossz fényt vetne a bántalmazott családjára, ezért az ilyen jellegű közbeavatkozások ritkák.
Az 1990-es évek kutatás sorozatát követően a Japán kormány elfogadta a Házastársi Erőszak Megelőzéséről és az Áldozatok Védelméről szóló törvényt 2001-ben. A törvény úgy hivatkozott a családon belüli erőszakra, mint: a "nemek közti egyenlőség alkotmányos alapelvének megsértése". Ez a törvény védelmi rendelkezéseket tartalmazott, amelyek alkalmazhatók az erőszakos házastársakkal szemben. Továbbá a törvény alapján minden prefektúrában támogatási központokat hoztak létre, azonban a nők továbbra is vonakodnak attól, hogy jelentést tegyenek erőszakról a kezelőorvosok felé - attól tartva, hogy bejelentésük az erőszaktevő tudomására jut. Egy 2001-es felmérés azt mutatta meg, hogy számos egészségügyi dolgozó nem volt kellőképp felkészítve arra, hogy az ilyen jellegű eseteket kezelje - a probléma forrásaként pedig magukat a segítséget kereső nőket azonosították.

### Zaklatás
2000-ben zaklatási törvényeket fogadott el a Japán kormány, miután a média felkapta annak a meggyilkolt egyetemi tanulónak az esetét, aki halála előtt már zaklatás áldozata volt. 2013-ban több mint 21,000 bejelentés érkezett zaklatással kapcsolatban, ezek közt az esetek közt 90,3%-ban nő volt az áldozat, és 86,9%-ban férfi volt az elkövető. 2013-ban tovább bővítették a zaklatás-ellenes törvényeket, így azok már az e-mailben történő zaklatásra is kiterjednek. Mindez azután történt, hogy 2012-ben a sajtó egy olyan gyilkosságtól volt hangos, ahol egy fiatal nő hasonló bejelentést tett a rendőrség felé közvetlenül meggyilkolását megelőzően. A zaklatással kapcsolatos bejelentések száma folyamatosan emelkedik, Japánban a legnagyobb a világon.

### Szexuális zaklatás
Egy felmérés szerint, a nők 28-70%-át érte már szexuális zaklatás a zsúfolt japán vonatokon. Egyes vasúti társaságok már rendelkeznek csak nők számára fenntartott utaskocsikkal, azonban semmiféle büntetést nem von maga után, ha egy férfi veszi igénybe a nőknek fenntartott utaskocsit. A szexuális zaklatók maximálisan 7 éves börtönbüntetéssel büntethetők, és 500 dollárig bírságolhatók.
A nőknek fenntartott utaskocsikat Japánban számos szemszögből sok kritika érte. Egyes vélemények szerint a kocsik jelenlétével csak fokozódik azoknak a nőknek sebezhetősége, akik a kocsikat nem veszik igénybe. A közvélemény sokszor attól a vitától hangos, hogy vajon a nőknek fenntartott kocsik alkalmazása nem minősül e túlzásnak. Egyes szakértők szerint ahelyett, hogy olyan intézkedések születnének, amelyek a bűnözőket büntetik, az ilyen kocsik alkalmazása tovább növeli a társadalmi szegregáció terheit a nők esetében. Egy másik kritikus vélemény középpontjában az a megállapítás áll, hogy az ilyen kocsik alkalmazása magában hordozza azt az üzenetet is, hogy a férfiak veszélyt jelentenek az olyan nők számára, akik nem tudják megvédeni magukat.

## Szépség
A japán kozmetikai ipar, amely évente 15 milliárd dollár bevételt termel, a világon a második legnagyobb. Az igény a szépségtermékekre, és az erős piac, magyarázható arra a tradicionális értékre, amely Japánban az önfejlesztésre és fegyelemre helyezi a hangsúlyt, ahol a test tökéletesítéséhez a kata-n (ismétlődő cselekedetek, amelyekkel a tökéletességre törekszünk, pl.: meghajlás) keresztül vezet az út.
A Heian-kor idején a női szépséget a sötét fogakkal, súlyfelesleggel, és a festett szemöldökkel (borotvált szemöldök lefestése) azonosították.
A Meidzsi-kor óta a szépségipar vállalatai Japánban nagy szerepet játszottak a kortárs szépségideál kialakításában. Például a Siszeido japán kozmetikai cég által kiadott magazin, a Hannacubaki által, amely szépségtippekkel szolgál a nőknek, hangsúlyozva a hajviseleti stílusok, és a kortárs divat fontosságát. A háború előtti "modern japán lány" később a nyugati trendeket követte, amelyek a japán divat média szűrőin keresztül értek el az országba.
A termékek számos olyan aggodalomra reflektálnak, amelyek megtalálhatóak a japán nőkben. Számos felmérés eredménye alapján az derült ki, hogy a nők aggódnak a súlyukkal, mellméretükkel, mellbőségükkel és szőrtelenítésükkel kapcsolatban. A japán női szépségideál általánosságban egy törékeny, filigrán nőt takar. A japán ideál továbbá favorizálja a vékony, elnagyolt vonásoktól mentes arcot. A nagy szemek a csodálat tárgyai, főként ha ez "dupla szemhéjjal" társul.
Egy másik idea a világos bőr. A napbarnított bőr történelmileg összekapcsolódik a munkásosztály ideájával, míg a világos bőr a nemesség jelképe. Sok nő Japánban elővigyázatos, nehogy napfény érje bőrét. Továbbá számos olyan krém elérhető, amely tovább fehéríti a bőrt.
Az 1970-es évekre az aranyosság vagy kavaii, mint egy újabb kívánt esztétikum jelent meg. Ezt egyes szakértők a pornófilmek, és pornó-képregények fellendülésével kapcsolják össze, amelyekben főként fiatalos, fiatalnak kinéző lányok, vagy Loliták szerepeltek. Igaz, ezek a karakterek általában nagyobb szemekkel rendelkeztek, azonban a kutatások alapján azt feltételezhetjük, hogy ez a tulajdonság nem volt a hagyományos japán szépségideál része. Sokkal inkább az orvosi kutatások kedvelt tárgyát képezte, míg az Edo-kor kozmetikai kutatói egyenesen "idétlenként" írták le ezt a jellemvonást.
A szépségideál egy másik fontos eleme Japánban az öltözködés. Ismételten fontos szerepet kap a nőies vonások hangsúlyozása: így például a különböző rózsaszín, piros színárnyalatok, a masnik és fodrok fontos részét képezik az öltözködésnek. A kimonókat, azaz a hosszú selyemruhát a nők csak különleges alkalmakkor viselik.

## Gésa
A gésák (芸者) Japán hagyományos női szórakoztató művészei, hostessei. Számos japán előadó-művészetben jártasak, mint például a klasszikus zene, tánc, játékok, tea felszolgálás és társalgás - amelyek elengedhetetlenek a férfi vendégek szórakoztatásához. A gésák magasan képzett szórakoztató művészek, és nem összetévesztendők a prostituáltakkal. A képzés fiatal korban megkezdődik, általában 15 évesen, és ez 6 hónaptól egészen 3 évig is eltarthat. A fiatal, 20 év alatti tanuló gésákat maikónak nevezzük. A maikók (szó szerinti fordításban "tánclány") gésa tanoncok -  időszaka akár évekig is eltarthat. A gésa tanoncok az idősebb mentoroktól tanulnak, követik minden lépésüket. Később, 20-22 éves korban a maiko érett gésává válhat  az erikae nevezetű ceremónia keretein belül.

## Fogamzásgátlás, szexualitás
Japánban a fogamzásgátló tabletták legalizálása csak 1999-ben következett be - sokkal később mint a legtöbb nyugati országban. Továbbra is a kevésbé használt fogamzásgátló eszközök közé tartozik, mivel a legtöbb pár az óvszer használatát preferálja. Japánban a szexualitás az Ázsiai kontinenstől elkülönülve alakult ki. Japán nem vette át a konfuciánus házasság intézményét, amelyben a szüzesség fontos értéket képvisel. Mindazonáltal a házasságon kívüli terhesség továbbra is ritkának számít Japánban.

## Galériában

Japán nő legyezővel, ca 1890
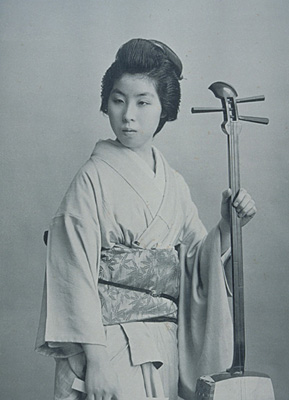
Gésa, 1902
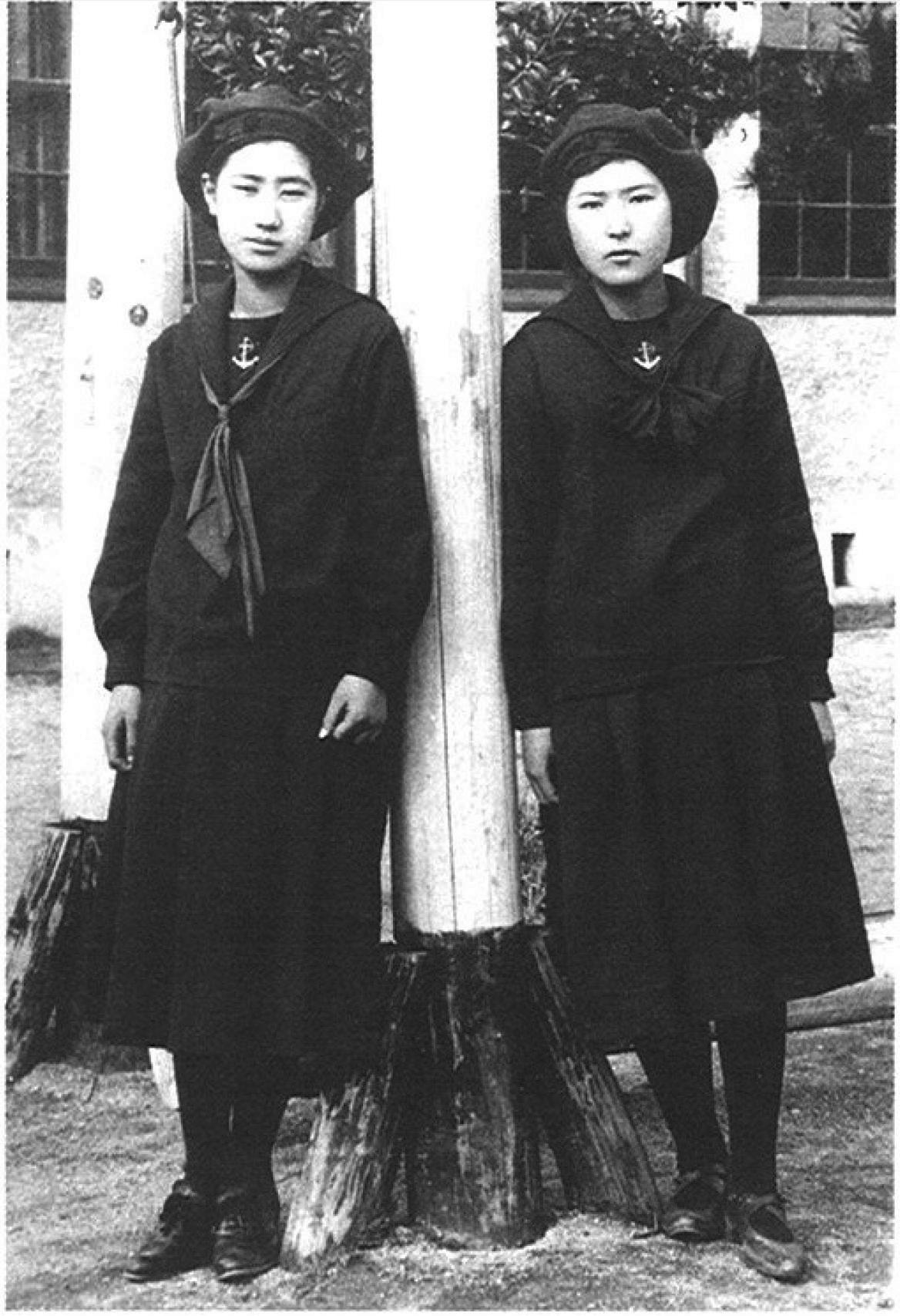
Diáklányok Fukuokában, Fukuoka, 1920s
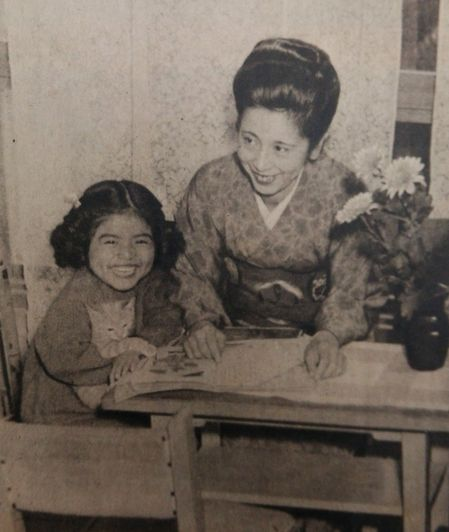
Asszony és lány, 1948
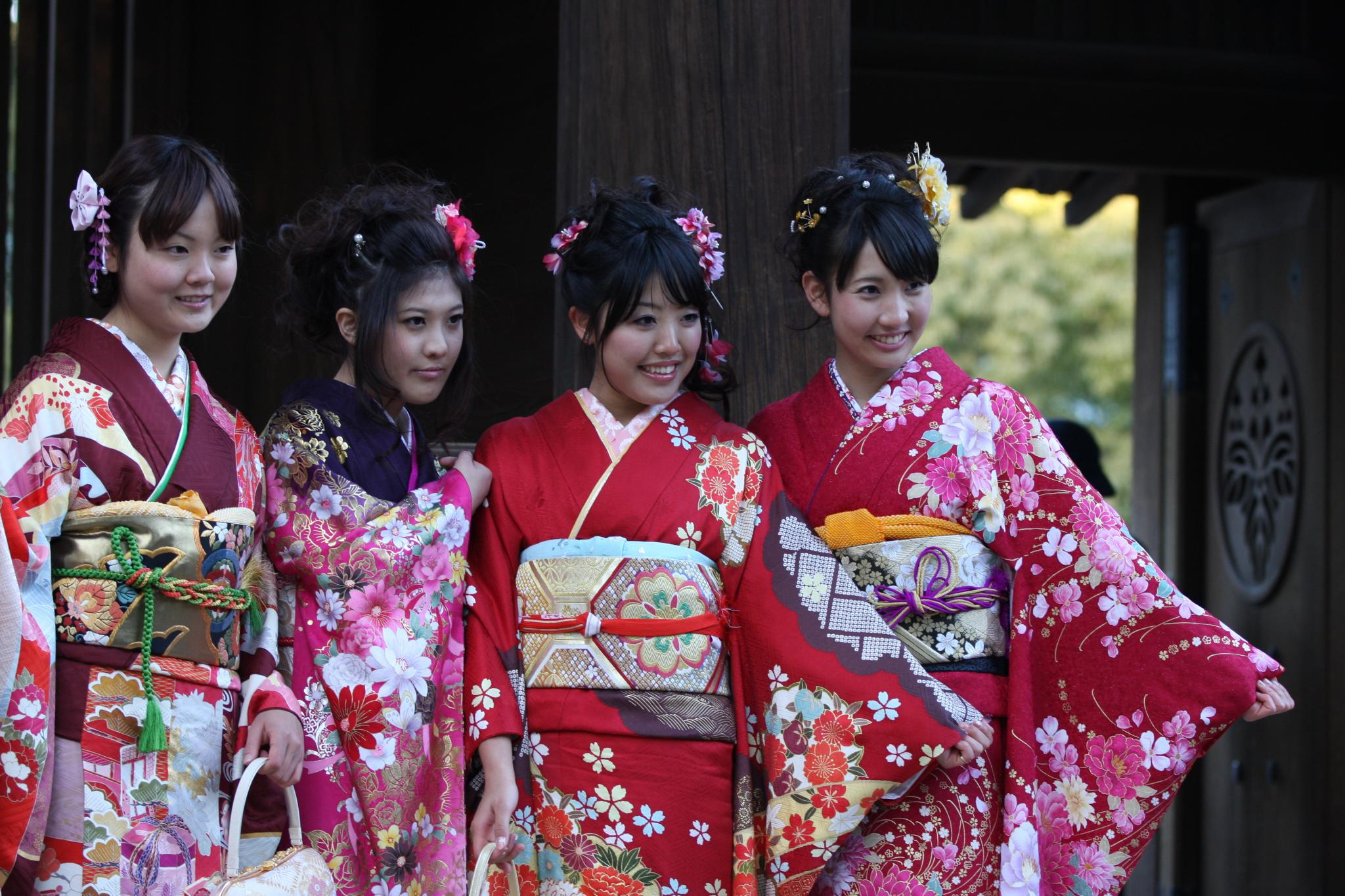
Kimonót viselő nők
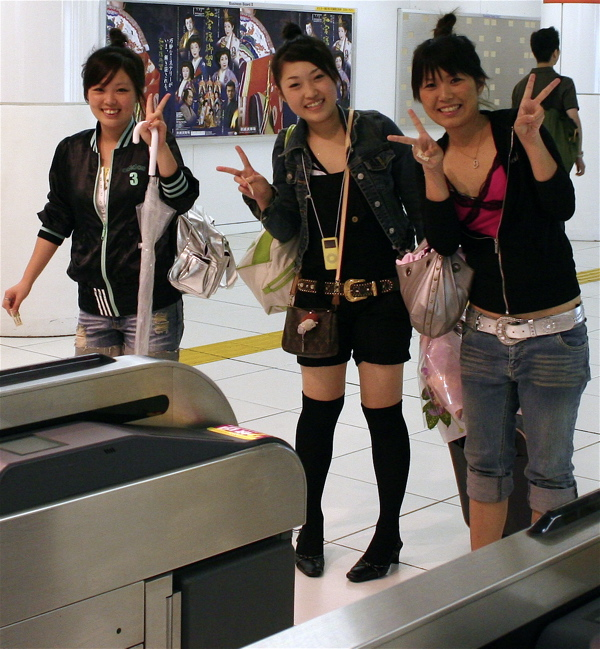
Kamaszlányok Tokióban

## Kapcsolódó Szócikkek
- Hinamacuri
- Feminizmus Japánban
- Shōjo
- Gjaru szubkultúra
- Onna-bugeisa